# Edificio Karam
El Edificio Karam es un edificio residencial localizado en la parroquia Catedral de Caracas, Venezuela. Se encuentra emplazado aproximadamente hacia el punto central de la Avenida Urdaneta, entre las esquinas de Ibarras y Pelota.

## Historia
El edificio fue impulsado por capitales privados proporcionados por Julián Karam, empresario de origen libanés, y la George F. Driscoll Co. of Venezuela como una forma de aprovechar la arteria vial que significaba la Avenida Urdaneta tanto como sitio residencial como lugar de penetración comercial.  La construcción estuvo a cargo del estadounidense Arthur Guy Mayger y fue iniciada en 1947. Su diseño fue concebido como una alusión directa al Rockefeller Center de Nueva York, pero con sus proporciones a mucha menor escala.
La construcción fue finalizada en 1949, y los apartamentos fueron entregados al año siguiente.

## Características
Al igual que su referente neoyorquino, el conjunto está organizado en tres núcleos o bloques: dos frontales de seis pisos cada uno, y uno en la parte posterior de 10 pisos. Su forma puede verse de frente como una H truncada en una de sus extensiones, poseyendo los ornamentos y proporciones en sus escalonamientos típicos del estilo art déco. La mezzanina alojó por varios años una empresa textil, lo cual requirió un acondicionamento especial a cargo de Alejandro Pietri. A nivel de calle hay espacios donde funcionan varios locales comerciales. Aún en la actualidad conserva detalles típicos de la época de su construcción, como un buzón de correos cerca del ascensor.
Según versiones, en uno de estos locales funcionaba un cabaret llamado «Pasapoga», donde trabajó la futura Presidenta de Argentina María Estela Martínez de Perón entre 1953 y 1955. Según otras versiones cercanas, fue en este cabaret donde conoció al que sería su esposo, Juan Domingo Perón.